# Belinda Peregrínová
Belinda, celým jménem Belinda Peregrín Schüll (* 15. srpna 1989 Madrid), je hispánsko-mexická zpěvačka a herečka, známá jako „princezna latin popu“.

## Život
Její otec je Španěl a matka Francouzka, má mladšího bratra. Od čtyř let žije v Ciudad de México, od deseti let hrála a zpívala v telenovele Amigos x siempre. V roce 2003 vydala debutové eponymní album, jehož se prodalo 2,5 milionu exemplářů. S rockovou skupinou Moderatto nahrála v roce 2005 skladbu „Muriendo Lento“, která se dostala do čela mexické hitparády. Je aktivní rovněž jako skladatelka a klavíristka, provozuje hudební agenturu Joy Music a angažuje se v charitativních akcích. V roce 2011 vyhrála Premio Lo Nuestro za nejlepší videoklip roku, třikrát byla nominována na Latin Grammy Award.
Působí také jako dabérka a modelka, byla porotkyní mexické verze soutěže The X Factor. V roce 2017 dostala menší roli ve filmu Pobřežní hlídka.

## Diskografie

### LP
- Belinda (2003)
- Utopía (2006)
- Carpe Diem (2010)
- Catarsis (2013)

### EP
- Utopía 2 EP (2007)
- If We Were EP (2007)
- See A Little Light EP (2008)
- Belinda Acceso Total (2010)

## Filmografie
- Gepardí kočky 2 (2006)
- Pobřežní hlídka (2017)